# Хафез, Абдель Рахман
Абдель Рахман Хафез Исмаил (араб. عبدالرحمن حافظ اسماعيل‎, 17 февраля 1923, Александрия, Египет — 29 августа 1984, Уэст-Лафейетт, Индиана, США) — египетский баскетболист. Участник летних Олимпийских игр 1948 и 1952 годов, чемпион Европы 1949 года, бронзовый призёр чемпионата Европы 1947 года.

## Биография
Абдель Рахман Хафез родился 17 февраля 1923 года в египетском городе Александрия.

### Спортивная карьера
В 1947 году в составе сборной Египта завоевал бронзовую медаль чемпионата Европы в Праге.
В 1948 году вошёл в состав сборной Египта по баскетболу на летних Олимпийских играх в Лондоне, занявшей 19-е место. Провёл 8 матчей, набрал (по имеющимся данным) 6 очков в матче со сборной Италии.
В 1949 году стал победителем чемпионата Европы в Каире.
В 1951 году завоевал золотую медаль баскетбольного турнира Средиземноморских игр в Александрии.
В 1952 году вошёл в состав сборной Египта по баскетболу на летних Олимпийских играх в Хельсинки, занявшей 12-е место. Провёл 5 матчей, набрал 7 очков (4 — в матче со сборной Канады, 2 — с Францией, 1 — с Чили).
Также участвовал в чемпионате мира 1950 года, где египтяне заняли 5-е место, и чемпионате Европы 1953 года, где они финишировали восьмыми.

### Научная карьера
Окончил университет Короля Фуада I в Каире, став бакалавром по специальности «физическое воспитание».
По окончании игровой карьеры уехал в США, где получил степени магистра и доктора в университете Индианы. Его исследования касались вопросов двигательной активности, психологии, реабилитации, физиологических и биомеханических механизов.
Тренировал баскетбольную команду университета Пердью.
Умер 29 августа 1984 года в американском городе Уэст-Лафейетт после непродолжительной болезни.